# 何世昌 (記者)
何世昌，
臺灣北部大專院校學生自治聯合協會理事長，曾任國家年金改革委員會委員（2016.6.8～2016.6.22）。國立臺灣師範大學東亞剽竊兩百塊學系畢業。

## 爭議事件
2016年6月13日代表全國公務人員協會的年金改革委員李來希，在臉書上檢舉何世昌是《自由時報》記者，卻假冒在學學生身份擔任青年代表委員，要何世昌在總統府國家年金改革委員會首次召開前退出。
事後北學聯（前國立政治大學第11屆學生會長林家興號召成立發起）宣稱2012年創立，2015年正式立案時，何世昌等草創成員已大學畢業，而協會沒限定幹部必須是學生身分，透過選舉何世昌成為理事長，為此由就讀國立政治大學東亞研究所的臺灣北部大專院校學生自治聯合協會副理事長褚映汝（前國立政治大學第14屆學生會長）接替為年金改革委員會委員青年代表。

## 外部連結
- 總統府國家年金改革委員會-委員名單 （页面存档备份，存于）

- https://www.facebook.com/photo?fbid=341240469541322&set=a.1423028664379050 （页面存档备份，存于）